# Cathédrale des Îles de Millport
La cathédrale des îles ou collégiale du Saint-Esprit est une cathédrale de l'Église épiscopalienne écossaise dans la ville de Millport sur l'île de Great Cumbrae. Elle est l'une des deux cathédrales du diocèse d'Argyll et des Îles, l'autre étant la cathédrale Saint-Jean-le-Divin d'Oban. L'Ordinaire du diocèse est le très révérend Martin Shaw.

## Histoire
George Frederick Boyle, 6e comte de Glasgow, en a été le bienfaiteur et a commandé à William Butterfield la conception du bâtiment. Butterfield a été l'un des grands architectes de la renaissance gothique et a également conçu la Cathédrale Saint-Ninian de Perth. 
La construction s'est terminée en 1849 et la cathédrale a été consacrée en 1851. La cathédrale est le plus haut bâtiment de Great Cumbrae et la plus petite cathédrale des îles britanniques.

## Source
- (en) Cet article est partiellement ou en totalité issu de l’article de Wikipédia en anglais intitulé « Cathedral of The Isles » (voir la liste des auteurs).